# Grevenknapp
Grevenknapp (lb. Gréiweknapp) – wieś (Uertschaft) w środkowym Luksemburgu, w kantonie Mersch, w gminie Helperknapp. Do 3 października 2015 miejscowość leżała w dystrykcie Luksemburg, a do 31 grudnia 2017 należała do gminy Boevange-sur-Attert. Liczy 268 mieszkańców (31 stycznia 2023). 